# Simon Rex
Simon Rex, właśc. Simon Rex Cutright (ur. 20 lipca 1974 w San Francisco) – amerykański aktor, komik, osobowość telewizyjna, raper i model. Pracował jako VJ młodzieżowego kanału telewizyjnego MTV (1995–1998). 
Laureat Independent Spirit Awards za rolę przebrzmiałej gwiazdy porno Mikeya „Sabera” Daviesa, który powraca do swojego małego rodzinnego miasteczka w Teksasie w komediodramacie Red Rocket (2021) Seana Bakera. Film miał swoją światową premierę w lipcu 2021 roku w konkursie głównym na 74. MFF w Cannes.

## Wczesne lata
Urodził się w San Francisco w Kalifornii jako jedyne dziecko Zoe, konsultantki ds. środowisk, i Paula Cutrighta, trenera relacji. Jego ojciec pochodził z Ameryki Południowej i miał pochodzenie angielskie, a matka była Żydówką. Jego rodzice byli hippisami. Wychowywał się w Alameda w Kalifornii, gdzie w 1992 ukończył szkołę średnią Alameda High School. W wieku siedemnastu lat po użyciu znalezionej w portfelu karty kredytowej został zatrzymany przez policję za oszustwo i zastosowano wobec niego środki probacyjne polityki karnej

## Kariera
W 1993, mając 19 lat, w Los Angeles pod pseudonimem Sebastian wziął udział w sesji zdjęciowej Brada Poseya. Następnie wystąpił w kilku filmowych produkcjach pornograficznych Club 1821 (Marina Pacific): Hot Sessions 3 (1994), Hard, & Solo #2 (1996) i Hard, & Solo #3 (1996), gdzie pokazał się w solowych scenach masturbacji. W 1997 film Hot Sessions 3 (1994) z jego udziałem otrzymał nagrodę GayVN Award w kategorii „Najlepszy film wideo ze scenami solo”.
W 1994 wypatrzył go reprezentant agencji modowej i Rex jako model trafił na wybiegi w Mediolanie. Uczestniczył w kampanii reklamowej L’Oréal, Tommy’ego Hilfigera, Calvina Kleina i Levi’s. W 1995 rozpoczął karierę jako VJ i przez dwa lata pracował jako prezenter kanału telewizyjnego MTV.
Wystąpił w komedii Straszny film 3 (Scary Movie 3, 2003) oraz w jej sequelach Straszny film 4 (Scary Movie 4, 2006) i Straszny film 5 (Scary Movie 5, 2013). Pojawił się w teledysku N.E.R.D do utworu „She Wants to Move” (2004). W przebojowej parodii filmów o komiksowych superbohaterach Superhero (Superhero Movie, 2008) odegrał rolę Ludzkiej Pochodni.
W 2007 zapoczątkował karierę jako raper Dirt Nasty na MySpace. Pierwszy singiel z jego autorskiego krążka „Cracker Ass Fantastic” jest 3-minutową odą do jego fikcyjnej dziewczyny i ich międzyrasowej miłości. Nisko budżetowy film miał prawie 250 tys. odsłon na YouTube, a film do jego piosenki „1980” zdobył ponad milion odsłon. Kolejne utwory z płyty to „Baby Dick” i „Wanna Get High”. Koncertował wraz z innymi raperami, Mickeyem Avalonem i Andre Legacy oraz zespołem Dyslexic Speedreaders. 10 sierpnia 2010 ukazał się album Nasty As I Wanna Be. Nagrał też duet z amerykańską gwiazdą Ke$hą zatytułowany „Miami Nighst” (2010).

## Życie prywatne
Był współwłaścicielem prywatnego nowojorskiego klubu nocnego The Plumm. Był związany z Jaime Pressly (2000–2001) i Paris Hilton (2004–2008). We wrześniu 2004 spotykał się z Meghan Markle.

## Filmografia

### Filmy
- 2000: Piszcz, jeśli wiesz co zrobiłem w ostatni piątek trzynastego (Shriek If You Know What I Did Last Friday the Thirteenth) jako Slab O’Beef
- 2001: Straceni (The Forsaken) jako Pen
- 2003: Straszny film 3 (Scary Movie 3) jako George Logan
- 2006: Straszny film 4 (Scary Movie 4) jako George Logan
- 2008: Superhero (Superhero Movie) jako Human Torch
- 2012: Singielka z L.A. (Slightly Single in L.A.) jako J.P. Cipoletti
- 2013: Straszny film 5 (Scary Movie 5) jako Dan Sanders

### Seriale
- 1996: Słoneczny patrol (Baywatch) – w roli samego siebie
- 1999: Felicity jako Eli
- 1999–2001: Jack i Jill jako Michael „Mikey” Russo
- 2002–2003: Siostrzyczki (What I Like About You) jako Jeff Campbell
- 2004–2005: Summerland jako Sun
- 2005: Everwood jako Cliff Fenton
- 2006: Monarch Cove jako Eddie Lucas
- 2015: Pułapki umysłu (Perception) jako
- 2015: Agenci NCIS jako Scott Bleeker
- 2022: Saturday Night Live jako Dirt Nasty

## Teledyski
- 2004: „She Wants to Move” N.E.R.D – gorący chłopak
- 2009: „Tik Tok” Kesha – Barry
- 2010: „Yes” LMFAO – Dirt Nasty
- 2011: „Sexy and I Know It” LMFAO – chłopak na rowerze
- 2012: „Bird on aWire” Action Bronson / Riff Raff – Dirt Nasty
- 2016: „World Wide Lamper” Kool Keith / B.a.R.S. Murre / Dirt Nasty
- 2020: „Burning Man” Jonah / Jeff Wittek – Dirt Nasty
- 2024: „Lucky” Halsey – sympatia

## Dyskografia

### Albumy studyjne
- Catching Up to Wilt (z Mickey Avalon, Andre Legacy i Beardo) (2004)
- Dirt Nasty (2007)
- Shoot to Kill (z Mickey Avalon, Andre Legacy i Beardo) (2008)
- Nasty as I Wanna Be (2011)
- Palatial (2013)
- The White Boys (z Andre Legacy i Beardo) (2014)
- Breakfast in Bed (z Smoov-e) (2015)
- Dirt Nasty Sux (2016)

### Mixtapy
- The White Album (2010)
- Shoot to Kill Mixtape (z Mickeyem Avalonem, Andre Legacy i BEARDO) (2008)

### Gościnnie
- ¡Three Loco! (z Andy Milonakis i Riff Raff) (2012)
- Mickey Avalon – „My Dick” z Mickey Avalon (2005)
- Luckyiam – „Nevermind” z Most Likely to Succeed (2007)
- Verb – „1980 Gutter” z The East Side Extraterrestrial EP (2009)
- Mac Lethal – „My Cadillac” z Postcards from Kansas EP
- Kool Keith – „World Wide Lamper” z Feature Magnetic (2016)
- Pete Davidson – „Short Ass Movie” na SNL (2022)

### Produkcje
- The Grouch & Eligh – „Can't Catch Me” z No More Greener Grasses (2003)
- Luckyiam – „Rap, Rap, Rap” z Most Likely to Succeed (2007)